# Komenda (Slowenien)

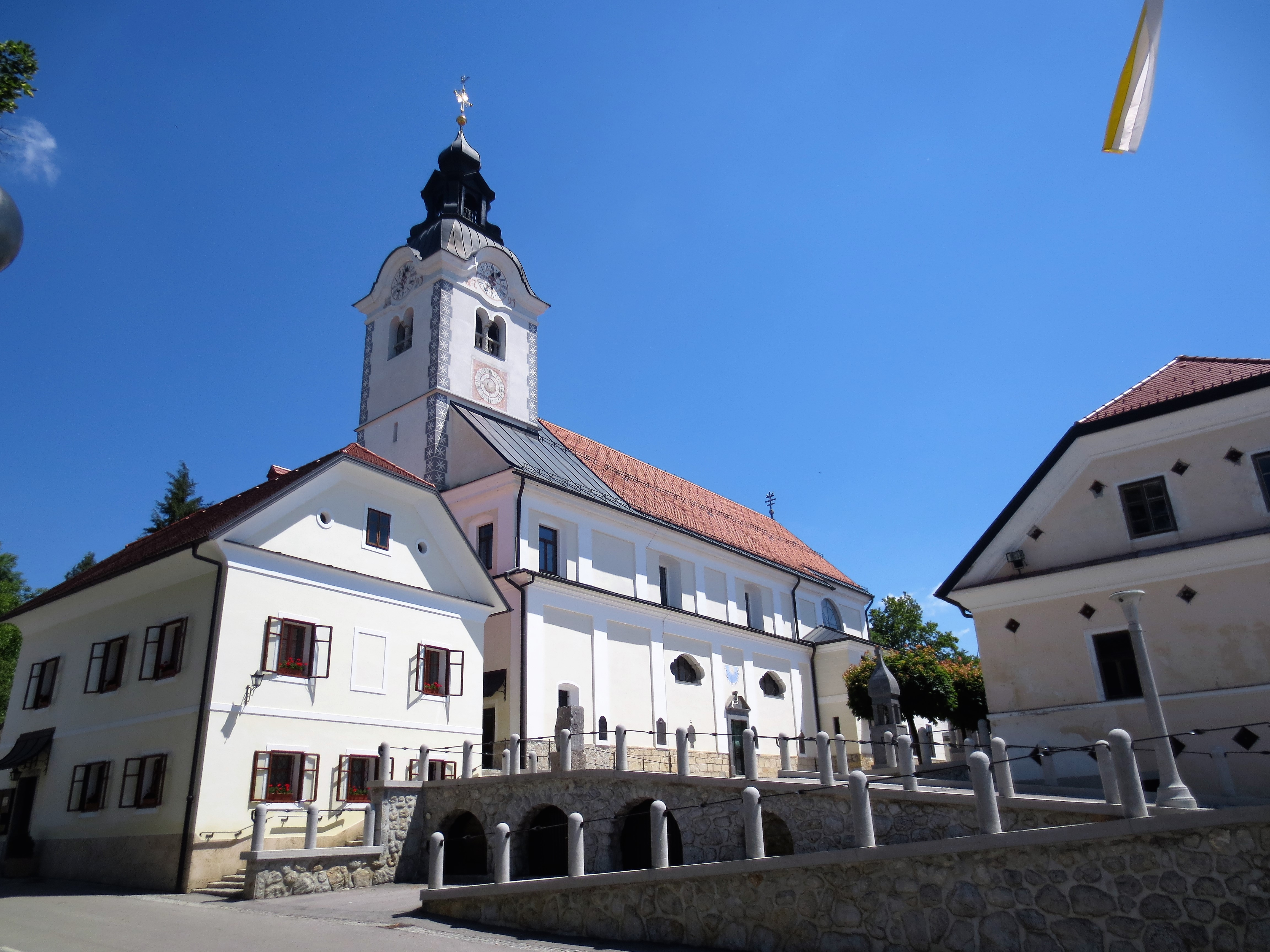
Pfarrkirche St. Peter in Komenda

Komenda (deutsch Kommende Sankt Peter, auch Commenda) ist der Name des Hauptortes und Verwaltungssitzes der 14 Ortschaften umfassenden Gemeinde Komenda in der Mitte Sloweniens.

## Geschichte
Die Pfarrkirche St. Peter wurde 1147 zum ersten Mal urkundlich erwähnt (Sv. Peter v gozdu/St. Peter im Walde). Am Ende des 13. Jahrhunderts hat sich der Malteser Ritterorden angesiedelt (Commenda St. Peter). Die Ortschaft wurde u. a. wegen Fronleichnamsprozessionen mit Pferden bekannt (siehe Johann Weichard von Valvasor: Die Ehre dess Hertzogthums Crain). Die Malteser haben die Pferdezucht in Komenda und in der Umgebung gefördert. Diese Tradition hat sich bis heute erhalten (Hippodrom, Pferderennen, Reiterklub).
Die heutige barocke Kirche wurde im Jahre 1727 gebaut. Der Kirchenplatz wurde vor dem Zweiten Weltkrieg von dem Architekten Jože Plečnik geplant und errichtet.
Auf dem Ortsgebiet wurde ein Massengrab aus der Zeit direkt nach dem Zweiten Weltkrieg gefunden.

## Persönlichkeiten
- Tadej Pogačar, mehrfacher Sieger der Tour der France, wuchs in Komenda auf.